# Netinho
Evaldo Nascimento Lamaur Neto, meglio noto come Netinho (Curitiba, 5 aprile 1994) è un calciatore brasiliano, difensore o centrocampista del Porto Vitória in prestito dalla Brasiliense.

## Carriera
La prima parte della sua carriera si è sviluppata in Brasile.
Nell'estate 2018 è approdato, intorno a metà del campionato di Superettan 2018, all'IFK Värnamo nella seconda serie svedese. A fine anno la squadra è retrocessa in terza serie, ma Netinho ha continuato a giocare nel paese scandinavo vestendo per un anno la maglia del GAIS, altra formazione militante in Superettan. Dopo la stagione trascorsa con i neroverdi, ha espresso il desiderio di rientrare in patria, ed ha lasciato così la Svezia.
Dopo le parentesi con Paysandu, ABC e Grêmio Esportivo Brasil (noto anche come Brasil de Pelotas), Netinho nel gennaio 2022 ha firmato un accordo biennale con il suo vecchio club svedese dell'IFK Värnamo, compagine che nel frattempo si apprestava a disputare da neopromossa la prima stagione in Allsvenskan nella storia del club. Il giocatore brasiliano ha collezionato venti presenze e una rete nell'Allsvenskan 2022, terminata a livello di squadra con la salvezza, mentre nell'Allsvenskan 2023, che ha visto i biancoblù chiudere con un sorprendente quinto posto in classifica, Netinho ha giocato solo nove partite nelle prime dieci giornate per non vedere più il campo complici problemi fisici. A fine torneo è stato reso noto che egli, in scadenza di contratto, avrebbe lasciato il club e sarebbe tornato in Brasile.
Il 31 gennaio 2024 è stato ufficializzato il suo approdo alla Brasiliense, squadra del Campeonato Brasileiro Série D.

## Palmarès

### Club

#### Competizioni statali
- Campionato Paraense: 1

Paysandu: 2020